# سونی اکس‌پریا نئو ال
سونی اکس‌پریا نئو ال (به انگلیسی: Sony Xperia Neo L) یک گوشی هوشمند اندرویدی است که دارای دوربین ۵ مگاپیسلی در عقب و یک دوربین جهت مکالمه تصویری در جلو است، که مجهز به لزرش گیر دست هنگام فیلم برداری ، ردیاب خودکار لبخند و چهره و کاهش قرمزی چشم می باشد. همچنین پردازنده یک و نیم گیگاهرزی سرعت کار با این محصول شرکت سونی را افزایش داده‌است. صفحهٔ نمایش ۴ اینچی ال ای دی با حافظه داخلی یک گیگابایت و رم ۵۱۲ مگابایتی سیستم عامل اندرویدv۴.۰.۳ سونی ایکسپریا نئو ال رادررده گوشی های میان قیمت هوشمند قرارداده است.
از امکانات کاربردی دیگر این تلفن همراه می توانGPS , GPRS , WLAN ,Edge , voice recorder را نام برد.
نئوبه انگلیسی neo یکی ار گروه‌های تولیدی گوشی تلفن همراه شرکت سونی ژاپن است که در ابتدا باتولید گوشی‌هایی با نام نئو و نئو وی(neo v) آغاز گردید. که در تابستان ۲۰۱۲ آخرین محصول از این گروه با نام تجاری نئو ال(neo L) وارد بازار گردید. همچین این گوشی اولین مدل گوشی شرکت سونی بعد از جدایی از شرکت اریکسون است.